# 奥斯 (杜省)
奥斯（法語：Osse，法語發音：[ɔs]）是法国杜省的一个市镇，位于该省中北部，属于贝桑松区。

## 地理
奥斯（47°16'1"N, 6°12'46"E）面积8.21 平方千米，位于法国勃艮第-弗朗什-孔泰大區杜省，该省份为法国东部内陆省份，北起上索恩省，西接汝拉省，东部及东南部与瑞士接壤，东北部与贝尔福地区省接壤。
与奥斯接壤的市镇（或旧市镇、城区）包括：德吕、尚利沃、楠克赖、韦尔、布克朗。

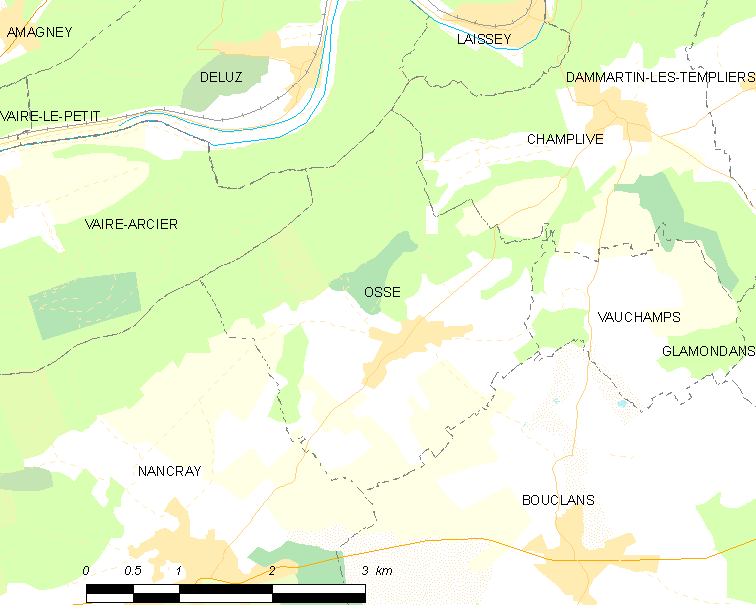
的OSM定位图

奥斯的时区为UTC+01:00、UTC+02:00（夏令时）。

## 行政
奥斯的邮政编码为25360，INSEE市镇编码为25437。

## 政治
奥斯所属的省级选区为博姆莱达姆县。

## 人口

1962-2008年间人口变化图示

奥斯于2022年1月1日时的人口数量为364人。